# Culex camposi
Culex camposi är en tvåvingeart som beskrevs av Dyar 1925. Culex camposi ingår i släktet Culex och familjen stickmyggor. Inga underarter finns listade i Catalogue of Life.